# Pedro de Arrieta
Pedro de Arrieta (* in Spanien oder Mexiko; † 15. Dezember 1738 in Mexiko-Stadt) war ein neuspanischer Baumeister und zählt zu den bedeutendsten Personen des späten Barocks in Neuspanien am Übergang vom 17. ins 18. Jahrhundert.

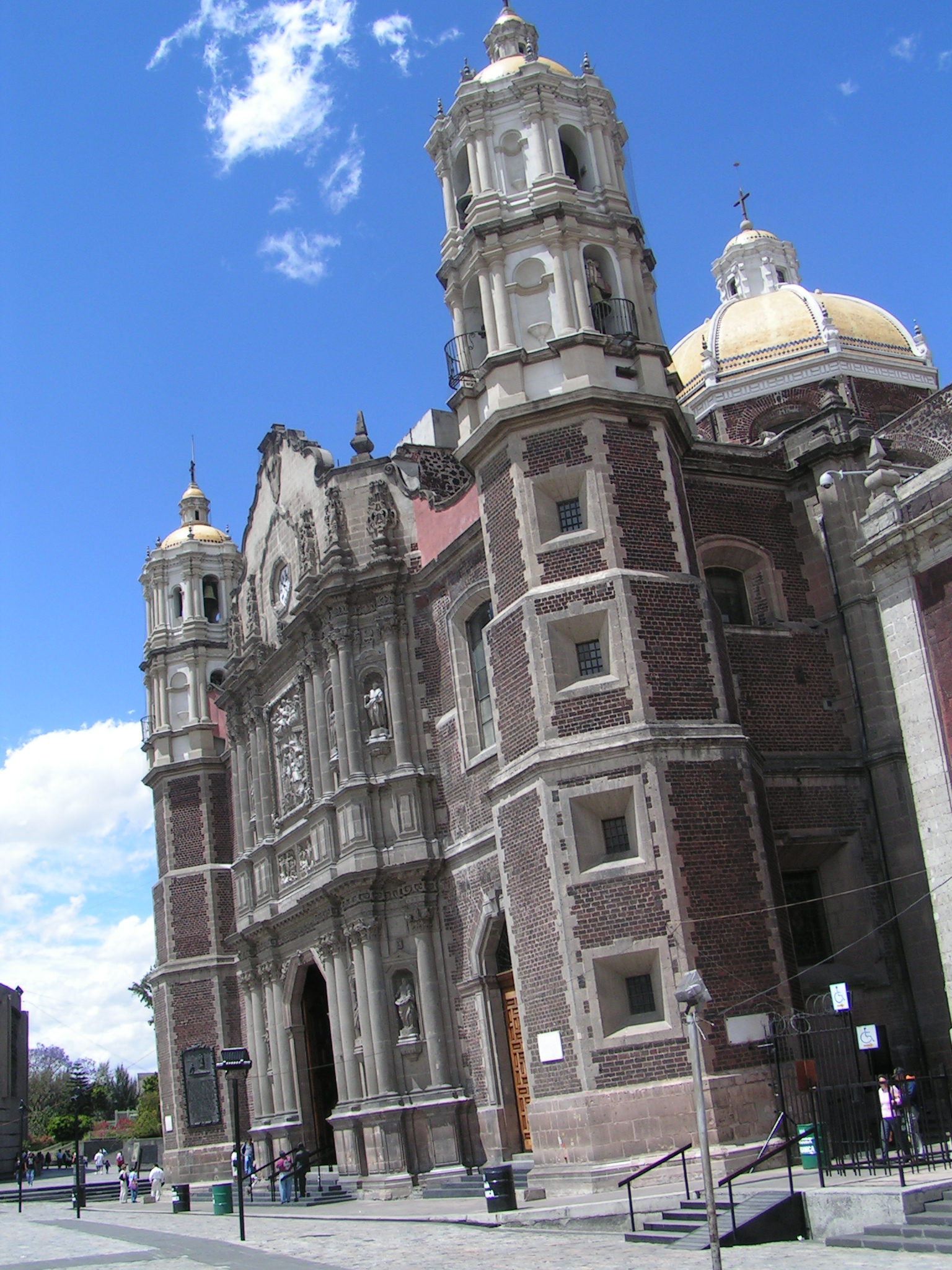
Alte Basilika von Guadalupe

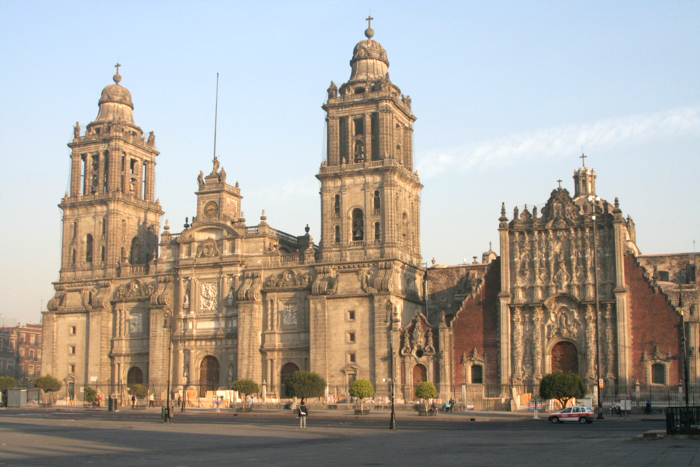
Catedral de México

Über seine genaue Herkunft ist nichts bekannt, sicher ist aber, dass er in Mexiko als Architekt zu arbeiten begann, nachdem er dort 1691 den Meistertitel erwarb. Er wandte sich überwiegend der religiösen Architektur zu.

## Werke
1720 wurde er Oberbaumeister der Catedral de México (dt.: Kathedrale von Mexiko) und des „Palacio Real“ (dt.: Königspalast) in Mexiko-Stadt. Zudem entwarf er das dortige „Convento Corpus Christi“ (dt.: Fronleichnam-Kloster), die großen Treppen des  „Convento de San Francisco“ (dt.: San-Francisco-Kloster), die Türme und die Kuppeldächer der „Iglesia de San Miguel“ (San-Miguel-Kirche), von 1714 bis 1720 die „Iglesia Profesa de la Compañía de Jesús“, die Iglesia de Santa Teresa la Antigua und die Iglesia de Santa Teresa la Nueva.
In Guadalupe entstand unter de Arrieta zwischen 1695 und 1707 die Antigua Basílica de Nuestra Señora de Guadalupe. Auch in anderen lateinamerikanischen Städten stehen heute kirchliche Bauten De Arrietas.
Von 1733 bis 1737 war er Oberbaumeister des Palacio de la Inquisición (dt. Palast der Inquisition) in Mexiko-Stadt, der zu seinen Meisterwerken zählt, bevor er 1738 am Höhepunkt seines Schaffens verstarb.